# Stradivarius (film, 1935)
Pour les articles homonymes, voir Stradivarius (homonymie).
Pour plus de détails, voir Fiche technique et Distribution.
Stradivarius est un film franco-allemand réalisé par Géza von Bolváry et Albert Valentin (tourné en deux versions), sorti en 1935.

## Synopsis
Un officier hongrois hérite d'un violon soi-disant maudit et découvre que l'instrument lui cause des problèmes lorsqu'il tombe amoureux d'une jeune Italienne.

## Fiche technique
- Titre : Stradivarius
- Autre titre : Le destin nous sépare
- Réalisation : Géza von Bolváry et Albert Valentin
- Scénario : Ernst Marischka
- Dialogues : Jacques Bousquet
- Photographie : Werner Brandes
- Décors : Emil Hasler
- Son : Erich Lange
- Montage : Hermann Haller
- Musique : Alois Melichar
- Genre : Drame
- Production : Films sonores Tobis - Boston Film
- Durée : 100 minutes
- Date de sortie : France - 18 octobre 1935
- Affiche : Jacques Bonneaud (France)

## Distribution
- Pierre Richard-Willm
- Edwige Feuillère
- Robert Arnoux
- Evelyne May
- Jean Galland
- Jean Toulout
- Victor Vina
- Paul Amiot
- Blanche Denège

## Article annexe
- Liste de longs métrages allemands créés sous le Troisième Reich